# Новоятлов, Николай Николаевич
Николай Николаевич Новоя́тлов (13 марта 1925 — 6 сентября 1991) — участник Великой Отечественной войны, кавалер ордена Славы трёх степеней.

## Биография
Родился 13 марта 1925 года в селе Новоивановка Кедабекского района Азербайджана в семье крестьянина. Русский. Член КПСС с 1961 года. Окончил 5 классов. Работал в колхозе. Призван в Советскую Армию 15 января 1943 года. В Великой Отечественной войне с мая 1943 года. Воевал пулемётчиком на Северо-Кавказском фронте, в Отдельной Приморской армии и на 4-м Украинском фронте. Пять раз был ранен.

## Подвиг
- Пулемётчик 903-го горно-стрелкового полка (242-я горно-стрелковая дивизия, 56-я армия, Северо-Кавказский фронт) рядовой Новоятлов 15 сентября 1943 года в бою за освобождение города Новороссийск поднял воинов отделения в атаку, уничтожил вражескую огневую точку, 9 фашистов. Ворвавшись с отделением в траншею, захватил её и удерживал до подхода основных сил. Был ранен, но поля боя не оставил[1].

10 сентября 1944 года награждён орденом Славы 3 степени.
- Пулемётчик того же полка и дивизия (1-я гвардейская армия, 4-й Украинский фронт) Новоятлов 22 сентября 1944 года в бою за населённый пункт Буковско (юго-восточнее города Кросно, Польша) из пулемёта подавил огневую точку противника, истребил 7 гитлеровцев, чем способствовал успешному продвижению стрелковых подразделений.

14 декабря 1944 года награждён орденом Славы 2 степени.
В дальнейшем боевой путь Н. Н. Новоятлова пролёг по фронтовым дорогам Чехословакии. Преодолев с тяжёлыми боями Главный Карпатский хребет в ходе Восточно-Карпатской операции, он участвовал затем в Западно-Карпатской, Моравска-Остравской и Пражской операциях, освобождая такие населённые пункты, как Каленов, Гуменне, Кошице, Прешков, Ляховице, Яловец, Ухыльско, Колитов, Беловец, Моравска-Острава и другие.
Освободив 8 мая один из крупнейших промышленных центров Чехословакии город Оломоуц, 242-я дивизия продолжала стремительно развивать наступление, продвигаясь на Прагу, а на следующий день, 9 мая, когда вся наша страна ликовала по случаю завершения войны и победы над гитлеровской Германией, Николай Николаевич получил тяжёлое ранение и оказался на госпитальной койке, где его пребывание затянулось до декабря 1945 года.
Будучи официально награждённым двумя орденами Славы, о чём свидетельствуют вышеуказанные приказы, Н. Н. Новоятлов поступил в эвакогоспиталь № 5286 не имеющим никаких наград. Командование госпиталя обратило на это внимание, что солдат, сражавшийся более двух лет, прошедший нелёгкими фронтовыми дорогами от Кубани до Чехословакии и к тому же получивший пять ранений, в том числе два тяжёлых, не имеет наград.
Начальник госпиталя майор Смирнов, руководствуясь при этом существовавшим тогда положением о награждении раненых, представил старшего сержанта Н. Н. Новоятлова к ордену Славы 3-й степени, которым он был награждён 26 мая 1945 года приказом командующего 60-й армией генерал-полковника П. А. Курочкина. Но и эту награду он не получил.
После войны продолжал службу в 10-й гвардейской казачьей кавалерийской дивизии СКВО Майкоп.
Летом 1946 года казачья дивизия была расформирована и Н. Н. Новоятлов переведён в Новороссийске, в 73-й стрелковой дивизии. Переквалифицировавшись в сапёра, он принимал активное участие в разминировании территорий, где в годы войны проходила гитлеровская «Голубая линия».
В 1946 году, находясь ещё на срочной службе, ему был вручён орден Славы 3-й степени.
В 1949 году судьба его вновь привела в Майкоп, теперь уже в 9-ю Краснодарскую пластунскую горнострелковую дивизию. В 1950 году остался на сверхсрочную. 6 лет работал заведующим складом военно-технического имущества, а с 1956 года и до увольнения в запас-старшиной роты. В Майкопе Николай Николаевич женился и со своей женой Маргаритой Николаевной воспитал дочь и сына.
В марте 1950 года уволен в запас. В 1956 году зачислен на сверхсрочную службу и до 1969 года служил старшиной роты в 9-й мсд. Уволен на пенсию в 1969 году. Работал на деревообрабатывающем комбинате (ДОК СКВО).
В 1956 году, ему вручили орден Славы 2-й степени.
В 1982 году, будучи на пенсии, он получил опять орден Славы 3-й степени, что являлось нарушением статута ордена. По ходатайству Адыгейского областного военкомата эта ошибка была устранена. Приказ командующего 60-й армией от 26 мая 1945 года о награждении Н. Н. Новоятлова орденом Славы 3-й степени был отменён, а Указом Президиума Верховного Совета СССР от 13 апреля 1983 года перенаграждён орденом Славы 1-й степени.
Так, спустя 38 лет после окончания войны Николай Николаевич стал полным кавалером солдатской награды высшей доблести.
Умер 6 сентября 1991 года. Похоронен в Майкоп на аллее Славы Майкопского городского кладбища.

## Награды
- орден Отечественной войны I степени (11.03.1985)[4]
- орден Отечественной войны II степени[2]
- орден Славы I степени— 13.04.1983 (№ 2101)[5]
- орден Славы II степени — 04.12.1945 (№ 33610)[6]
- орден Славы III степени — 26.05.1945 (№ 802868)[7]

- Медаль За боевые заслуги[2]
- Медаль «В ознаменование 100-летия со дня рождения Владимира Ильича Ленина»
- Медаль «За победу над Германией в Великой Отечественной войне 1941—1945 гг.»
- Юбилейная медаль «Двадцать лет Победы в Великой Отечественной войне 1941—1945 гг.»
- Медаль «Тридцать лет Победы в Великой Отечественной войне 1941—1945 гг.»
- Медаль «Сорок лет Победы в Великой Отечественной войне 1941—1945 гг.»
- Медаль «Ветеран Вооружённых Сил СССР»
- Медаль «30 лет Советской Армии и Флота»
- Юбилейная медаль «40 лет Вооружённых Сил СССР»
- Юбилейная медаль «50 лет Вооружённых Сил СССР» (26 декабря 1967[8])
- Юбилейная медаль «60 лет Вооружённых Сил СССР» (28 января 1978[9])
- Юбилейная медаль «70 лет Вооружённых Сил СССР»
- Медаль За безупречную службу 1 степени
- Медаль За безупречную службу 2 степени
- Медаль За безупречную службу 3 степени

## Память
- Имя Героя высечено золотыми буквами в зале Славы Центрального музея Великой Отечественной войны в Парке Победы города Москвы.
- Похоронен на аллее Славы Майкопского городского кладбища. Надгробный памятник установлен на могиле.
- Увековечен на сайте МО РФ «Дорога Памяти»[10] .